# Révolte d'Aissó
La Révolte d'Aissó correspond au soulèvement armé qui oppose entre 826 et 827 la noblesse autochtone de la marche d'Espagne conduite par Ayxun ibn Sulayman ibn Yaqdhan al-Arabí (ca), dit Aissó ou Ayxun, à la noblesse franque arrivée avec la conquête carolingienne conduite par Bernard de Septimanie qui est alors comte de Barcelone et de Gérone, comte de Toulouse, duc de Septimanie.
La révolte a lieu dans les comtés de Barcelone, d'Osona, qui est sous le contrôle de Bernard de Septimanie et de Cerdagne, dont le comte est Aznar Ier Galíndez. Bernard et Aznar sont considérés comme des usurpateurs étrangers et contre eux on trouve Guillemond qui est le fils du comte de Barcelone Berà. La participation des troupes musulmanes dans le conflit indique une certaine convergence d'intérêt entre la population locale hispano-romano-gothiquo-musulmane et l'émirat de Cordoue, ce qui évidemment était contraire aux visées expansionnistes de l'empire franc.

## Les conséquences

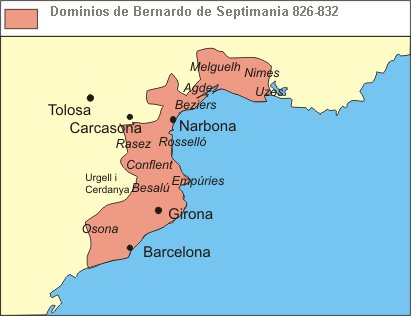
Domaine de Bernard de Septimanie entre 826 et 832.

## La révolte d'Aissó et de Guillemond
Siège de Gérone (827) (ca)